# Szarek komośnik
Szarek komośnik (Asproparthenis punctiventris) – gatunek chrząszcza z rodziny ryjkowcowatych.

## Taksonomia
Gatunek ten dzieli się na trzy podgatunki:
- A. punctiventris farinosa
- A. punctiventris nubeculosa
- A. punctiventris punctiventris

Dawniej zaliczany do rodzaju Bothynoderes.

## Zasięg występowania
Europa i Azja. W Europie notowany w Austrii, Bułgarii, Czechach, we Francji w Mołdawii, Niemczech, Polsce, płd. europejskiej części Rosji, na Słowacji, Ukrainie, Węgrzech, oraz we Włoszech. Wątpliwe dane pochodzą z Balearów. Oprócz tego występuje we wsch. Palearktyce (aż po Chiny) i na Bliskim Wschodzie.
W Polsce niezbyt pospolity, stwierdzony niedawno, występuje w płd. i płd- wsch. części kraju zwiększając swój zasięg. Lokalnie liczny.

## Budowa ciała
Imago osiąga 14,5-17 mm długości, larwy dorastają do długości 3 cm. Ryjek dość krótki i szeroki.
Ubarwienie ciała szaro-czarne, pstrokate. Na pokrywach ukośne – mniej lub bardziej widoczne – czarne i pozbawione łuseczek pręgi, zwykle nie dochodzące do szwu.

## Biologia i ekologia

### Tryb życia i biotop
Występuje na terenach otwartych, polach,  suchych łąkach, nieużytkach, miedzach, terenach ruderalnych, stepach itp. Preferuje gleby suche, o wilgotności nie przekraczającej 20%, głównie gliniaste i lessowe. Imago (po przezimowaniu w glebie na głębokości około 5-15 cm w komorach poczwarkowych), wybudzają się przy temperaturze 7-8° C, jednak w pełni aktywne stają się dopiero przy 18-20° C, co przypada zwykle na kwiecień. Szczyt pojawu przypada na okres od kwietnia do czerwca, jednak aktywne są do jesieni.
Jednym z głównych wrogów naturalnych jest muchówka z rodziny rączycowatych Rondania dimidiata. Jej larwy pasożytują na larwach omawianego gatunku.

### Odżywianie
Polifag, postacie dorosłe i larwy żerują na: buraku zwyczajnym, komosie, łobodzie, rzadziej zaś na rdeście, szarłacie, sodówce, szpinaku warzywnym, solance kolczystej, mietelniku, portulace i gwiazdnicy. Żeruje zwykle wieczorem i nocą. Imago wygryzają w brzegach liści nieregularne karby. Młodsze larwy zjadają mniejsze korzenie, starsze zaś żerują na grubszych, wygryzają nieregularnie biegnące, rynienkowate chodniki o średnicy 4-6 mm. Liczba żerujących na jednym korzeniu larw może dochodzić nawet do 10–30 sztuk.

### Rozród
Składanie jaj odbywa się od połowy maja do końca lipca. Jedna samica składa do gleby około 750 sztuk, pojedynczo, do 5 dziennie. Całkowity rozwój od jaja do imago trwa mniej więcej 9-10 tygodni.

## Znaczenie dla człowieka
Gatunek ten, we wszystkich formach rozwojowych, jest szkodnikiem upraw buraka cukrowego.